# Frederick de Wit
Frederick de Wit (Gouda, 1629/1630 – Amesterdã, 1706) foi um cartógrafo e artista holandês que desenho, imprimiu e vendeu mapas.